# Sleva

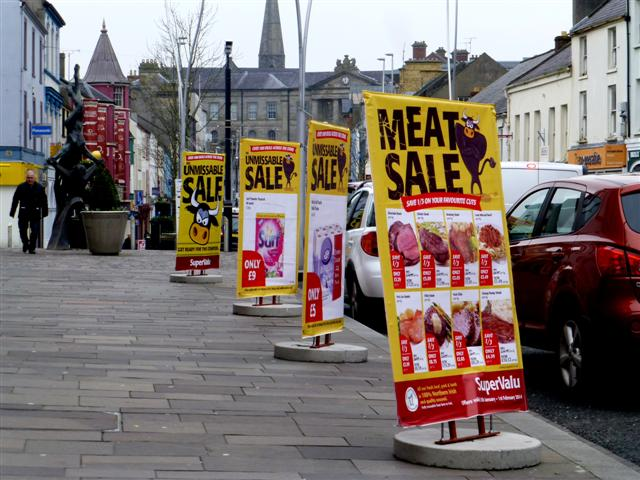
Slevové plakáty ve Spojeném království.

Sleva je cenové zvýhodnění, které poskytuje dodavatel odběrateli, prodávající zákazníkům. Možnost poskytnout slevy je jedním z marketingových nástrojů, jak poptávku přiklonit na svou stranu. Pro prodávajícího je to ale také příležitost prodat zásoby, které již dlouho leží skladem a tím vytvořit prostor pro nové zboží.
Cenové zvýhodnění může prodávající poskytnout slevou nebo speciální nabídkou. Podstatou slev v maloobchodě je důvěra lidí, že kupují produkt, který má vyšší hodnotu za nižší cenu. Lidé věří, že nákupem zboží ve slevě ušetří na nákup jiného zboží. Při obchodování na úrovni podnikatelů je nejčastěji používáno skonto a bonus jako nástroj cenového zvýhodnění.

## Slevy a náhrady spojené s platbou[4]

### Skonto
Jde o srážku z ceny při platbě v hotovosti. Nejčastější způsob, jak zvýšit prodejnost pomocí slev, je poskytnutí skonta. Skonto je způsob, jak podpořit včasnou úhradu od odběratele. Zákazník získává slevu v případě, že platí ihned hotově nebo před dohodnutou lhůtou. Skonto se ujednává už při fakturaci. Dodavateli umožňuje rychleji získat finance, které může znovu použít pro podnikání.
Skonto je formou peněžitého plnění. V praxi má obvykle dvě podoby:
- skonto jako cenová podmínka při stanovení fakturační ceny
- fakturuje se plná cena a je slíbeno finanční zvýhodnění při dřívější úhradě.

### Bonus
Druhým, velmi často používaným způsobem, jak poskytnout cenové zvýhodnění, je poskytnutí bonusu. Dodavatel poskytuje bonus na základě uzavřené smlouvy. Bonus poskytuje zpravidla při odběru většího množství zboží nebo při překročení určité hodnoty fakturace v konkrétní dodávce. Však to známe: Tři za cenu dvou! Bonus je na rozdíl od skonta cenovou pobídkou, která je uskutečněna formou naturálního plnění. Nejedná se o snížení ceny, ale o poskytnutí zboží bez úplaty.
Odběratel ale považuje bonus za slevu, kterou mu dodavatel poskytnul. Slevu pak rozpustí v ocenění jednotlivých položek na faktuře. Obvykle se bezúplatná dodávka projeví pouze ve změně průměrné ceny zboží. I bonus se účtuje do výnosů podniku.

### Sezónní slevy
Jedná se o slevy v období mimo sezónu nebo po skončení sezóny. U klasických spotřebitelů se jedná především o slevy oblečení a doplňků, na jaře zimní zboží, na podzim zboží letní. Dále slevy například po lyžařské sezóně, vánoční ozdoby po Vánocích atd.

## Slevy a náhrady podle množství[4]
Tyto slevy jsou velmi rozšířené a populární, mohou se objevovat napříč celým spektrem distribučního kanálu. Velmi rozšířené jsou u konečného spotřebitele, kde se jedná o klasické dvě balení plus jedno zdarma. Při nákupu za určitou sumu dostane zákazník předem domluvenou slevu, případně nějaký dárek. Na podnikatelské úrovni se může jednat například o takovou slevu, že při nákupu určitého množství zboží dostane podnikatel další balení zdarma nebo mu bude poskytnuta jiná sleva/dárek.
Množstevní slevy můžeme definovat tak, že při odběru určitého předem domluveného množství zboží má zákazník (spotřebitel) nižší cenu výrobku. Rozlišujeme slevy:

### Kumulované množstevní slevy
Kdy se jednotlivé částky výrobků nebo služeb sčítají a přesáhnou-li určitou cenovou hranici je zákazníkovi poskytnuta domluvená množstevní sleva. Jsou to slevy na základě množství zakoupeného po stanovenou dobu. Očekává se, že zákazník se k nám bude vracet a zajistí nám tím odbyt i v dalších obdobích. Může se jednat například o věrnostní programy (každá desátá návštěva zdarma) nebo například dnes velmi rozšířené sbírání samolepek/bodů za každých utracených x Kč a při dosažení určitého počtu samolepek/bodů získá zákazník vybranou odměnu nebo slevu z ceny.

### Nekumulované množstevní slevy
Sleva z ceny je poskytnuta zákazníkovi pokud jeho nákup přesáhl určitou předem domluvenou částku. Zde dodavatel nebo prodejce očekává, že se zvýší hodnota objednávek a sníží se počet objednávek, čímž dojde ke snížení administrativních nákladů, personálních nákladů a sníží se počet faktur.

### Vrstvené množstevní slevy
Tento druh množstevní slevy je poskytován zákazníkovi, pokud jeho nákup jednoho druhu zboží překročí určitý limit (určitou částku) je mu poskytnuta sleva i na ostatní druhy zboží při jejich menším odběru.

## Slevy a náhrady podle zákazníka

### Sleva pro ZTP
Tento druh slevy je určen pro občany, kteří jsou držiteli průkazky TP, ZTP nebo ZTP/P. Držitel tohoto průkazu získává okamžitou slevu z ceny zboží/služby nebo jiné zvýhodnění. Nejčastějším a nejznámějším příkladem mohou být slevy na jízdném, slevy na vstupech do historických a jiných památek, muzeí apod. Dále může jít o slevy na zdravotnické a lékařské potřeby, určitý druh potravin a další druhy zboží.

### Zaměstnanecké slevy
Zaměstnavatel může poskytovat část mzdy svým zaměstnancům ve formě zaměstnaneckých slev a umožnit zaměstnancům odběr zboží příp. služeb zaměstnavatele za nižší cenu než je cena, za kterou zaměstnavatel své zboží nebo služby prodává jiným zákazníkům.

### Slevy související s věkem
Jde o typ slev, které jsou poskytovány pouze těm zákazníkům, kteří splní podmínku věku, zde rozlišujeme tři základní slevy:

#### Dětská sleva
Jde o slevu z ceny zboží nebo služby pro dítě. Sám prodejce si určí jakou věkovou kategorii například vstup zdarma pro děti do 3 let a pro děti do 6 let sleva ve výši 50 %. Nejrozšířenější jsou slevy na jízdném a vstupy do památek, zoologických zahrad apod.

#### Studentská sleva
Tato sleva je určena pro žáky a studenty, kteří mohou poskytnout potvrzení o studiu, studentskou kartičku, případně jinou studentskou kartu (ISIC, EURO<26, apod.). Rozšířené slevy tohoto druhu jsou slevy na jízdném, vstupy do památek, divadel, kin a dalších.

#### Sleva pro seniory
Podobně jako u předchozích jsou slevy poskytovány po předložení dokladu potvrzujícího, že se jedná o seniora. Opět jsou nejrozšířenější slevy na jízdném, různé vstupy a poskytované služby (telefonní operátoři, půjčky, cestovní kanceláře, apod.)

### Rodinné slevy
Tento druh slev je určen pro rodiny. Rodinná jízdenka, rodinná vstupenka. Při určitém počtu osob, většinou dva dospělí a dvě až tři děti platí tato skupinka levnější vstupenku nebo jízdenku.

## Další slevy a příspěvky
Do této kategorie patří několik následujících slev, které každá má své specifikum a je poskytována zákazníkům, dle předem daných jasných pravidel.

### Slevová / zákaznická karta
Jde o plastovou kartičku, kterou zákazník použije při každém nákupu a na kterou sbírá body ve věrnostním programu, nebo která mu zajišťuje předem domluvenou slevu na zboží ať už v celém sortimentu nebo na vybrané druhy zboží. (příklad: slevové karty poskytují Tesco, Billa, Penny market, Ikea, Kika, K+B elektro, AlpinePro a další a další značky a společnosti).

### Slevový kupón
Jde o kupón připojený k nějakému zboží, reklamnímu letáku či získaný za nákup při splnění daných podmínek, a při jehož předložení získá zákazník na něm vyznačenou slevu z ceny nebo jinou výhodu či dárek.

### Slevový kód
Využívá se většinou v online nakupování. Jedná se o kód složený z písmen a číslic, který se v e-shopu zadá do speciálního pole v košíku. Zadáním slevového kódu se poníží cena objednávky o předem definovanou hodnotu. 

### Reklamní sleva
Může se jednat o slevu v podobě „zaváděcí ceny“, při otevření obchodu, jde o ceny, které mají nalákat nové zákazníky.

### Věrnostní sleva pro stálé zákazníky
Jde o slevu velmi blízkou slevě množstevní, jen s tím rozdílem, že nezáleží na množství ani ceně, ale o pravidelnosti v nakupování zboží nebo odběru služeb.

### Sleva na kazové nebo částečně upotřebené zboží
Jde o slevu na zboží, které je rozbalené, vystavované na veletrhu, předváděcí akci, vrácené zákazníkem, nějak poškozené. Zákazník je seznámen před nákupem se stavem zboží. Většinou je na toto zboží jistým způsobem omezena záruka.
Hromadné slevy na portálech pro hromadné nakupování
Jde o slevu velmi blízkou slevě množstevní, jen s tím rozdílem, že sleva se aktivuje až po zakoupení daného počtu slevových kupónů, neboli voucherů.